# Laurence Olivier Award
De Laurence Olivier Award, vaak ook gewoon Olivier Award genoemd, is een Britse theaterprijs. De prijs is vernoemd naar de acteur Laurence Olivier, en wordt gezien als een van de meest prestigieuze prijzen in de Britse theaterwereld. 

## Geschiedenis
De prijs wordt jaarlijks uitgereikt in een groot aantal categorieën, waaronder toneelstuk, musical, dans, opera en andere theatervormen. De meeste prijzen worden uitgereikt aan de grote commerciële producties die te zien zijn in de grote theaters van Londens West End.
De prijzen werden voor het eerst uitgereikt in 1976 als The Society of West End Theatre Awards. In 1984 werd de naam aangepast naar Laurence Olivier Award ter erkenning van de Britse acteur Laurence Olivier. De prijzen worden gefinancierd door The Society of London Theatre. De uitreikingsceremonie wordt geproduceerd door Adam Spiegel. 
De prijs is de Britse versie van de Tony Award, die in Amerika wordt uitgereikt aan Broadway theatre-producties. Veel grote producties hebben zowel de Olivier Award als Tony Award gewonnen.

## Jury
De prijzen worden uitgereikt door vier verschillende jury's voor theater, opera, dans en affiliate. 
De theatercategorie is de grootste. Het jurypanel in deze categorie bestaat uit vijf specialisten, en acht theaterbezoekers. De jurypanels van de andere drie groepen bestaan uit drie professionele leden, en twee leden uit het publiek. 
Elke theaterproductie die tussen 1 januari en 31 december van een jaar in productie gaat in een Brits theater komt in aanmerking voor de prijzen, op voorwaarde dat op het moment van de nominatie de productie al 30 keer is opgevoerd. Nadat een nominatie is toegewezen moet deze worden beoordeeld door de leden van de Society. Als die de nominatie goedkeuren, wordt de productie beoordeeld door een van de jurypanels.

## Categorieën

### Drama
- Beste acteur
- Beste actrice
- Beste bijrol
- Beste nieuwkomer in een theaterstuk
- Beste nieuwe toneelstuk
- Beste nieuwe komedie
- Beste heropleving
- Meest belovende artiest.

### Musical
- Beste acteur in een musical
- Beste actrice in een musical
- Beste bijrol in een musical
- Beste nieuwe musical
- Beste heropleving van een musical.

### Productie
- Beste regisseur
- Beste theaterchoreograaf
- Beste kostuumontwerp
- Beste decorontwerp.
- Beste lichtontwerp
- Beste geluid

### Dans/Opera
- Beste nieuwe dansproductie
- Buitengewone prestatie op het gebied van dans
- Beste nieuwe opera productie
- Buitengewone prestatie op het gebied van opera

### Overig
- Buitengewone prestatie in een Affiliate Theater
- Society of London Theatre Special Award

### Voormalige
- Acteur van het jaar in een nieuw toneelstuk
- Acteur van het jaar in een heropleving
- Actrice van het jaar in een nieuw toneelstuk
- Actrice van het jaar in een heropleving
- Beste acteur in een bijrol
- Beste actrice in een bijrol
- Beste regisseur van een toneelstuk
- Beste regisseur van een musical
- Beste optreden in een musical
- Beste optreden in een komedie
- Beste decorontwerper

## Records
Harry Potter and the Cursed Child heeft de meeste Olivier Awards ooit gewonnen. De productie wist 9 van de 11 nominaties binnen te slepen.